# ジャン＝ガブリエル・アルビコッコ
ジャン＝ガブリエル・アルビコッコ（Jean-Gabriel Albicocco、1936年2月15日 カンヌ - 2001年4月10日 リオデジャネイロ）は、フランスの映画監督であり、写真家で撮影監督キント・アルビコッコの息子である。ヌーヴェルヴァーグの監督のひとりである。

## 来歴・人物
1936年2月15日、フランス・アルプ＝マリティーム県カンヌに生まれる。親の職業と環境のおかげで幼いころから写真に興味を抱き、父のラボで最初の写真作品を現像した。12歳のとき、自分の作品をモナコ公国の王子に見せる機会もあった。やがてパリに居を移し、カメラオペレーションを父に学んだ。
1953年、わずか17歳のとき、のちに『アイドルたち』（1968年）で有名になるマルクＯ監督のデビュー作『クローズド・ヴィジョン』の撮影を任される。ピエール・ブロンベルジェ製作、マルセル・ジボー監督の短篇などの撮影を数本手がけながら、翌1954年、習作短篇『Ténèbre』を18歳で初演出。1956年、ジュールズ・ダッシン監督の『宿命 Celui qui doit mourir』（1957年）の助監督を経験。同年、『Ciel bleu（青空）』、『Les Essais（エセー）』という2本の商業的な短篇を監督する。兵役に徴収され、軍の映画局に勤める。除隊後、アメリカの短篇テレビシリーズ『Bonsoir』（1959年）を演出。これは各話、フランスの新人監督が演出したもの。
1960年、ルネ・クレマン監督の『太陽がいっぱい』（1960年）に出演した21歳の女優マリー・ラフォレと結婚。彼女を主演に『金色の眼の女』（1961年）を監督し、25歳にして長篇監督デビューを果たす。翌1962年には第16回カンヌ国際映画祭コンペティション部門出品作『アメリカのねずみ』を妻を主演に撮るが、やがて離婚してしまう。1967年に5年ぶりの長編映画『さすらいの青春』をブリジット・フォッセー主演で監督するが、そこにマリー・ラフォレの姿はない。
長篇デビュー作を含めた3本はいずれも新進プロデューサーのジルベール・ド・ゴールドシュミットの製作による。1957年に「カイエ」派のピエール・カスト監督の『ポケットの中の愛』に出資した人物である。
1968年5月19日、5月10日から開催されている第21回カンヌ国際映画祭の行われている宮殿に、ジャン＝リュック・ゴダール、クロード・ルルーシュ、フランソワ・トリュフォー、クロード・ベリ、ジャン＝ピエール・レオ、ロマン・ポランスキー、審査を放棄した審査員ルイ・マルらとともに乗り込み、上映と審査の中止を求め、映画祭を粉砕した。3日後の5月21日には、パリで労働者と学生によるゼネストが起き、いわゆる「五月革命」へと発展してゆく。
1969年、ピエール・カストとブラジルをテーマにしたドキュメンタリー作品で共同作業をする。1971年には代表作となる『別れの朝』やオムニバス映画を含めた3本が公開されるが、その後、映画監督・撮影監督といった仕事をぷっつりと辞めてしまう。35歳の年であった。
2001年4月10日、ブラジル・リオデジャネイロ州リオデジャネイロで死去。65歳没。フランス映画監督協会の設立メンバーであり、1980年代には、在ブラジルフランス映画産業会の代表であった。

## フィルモグラフィー

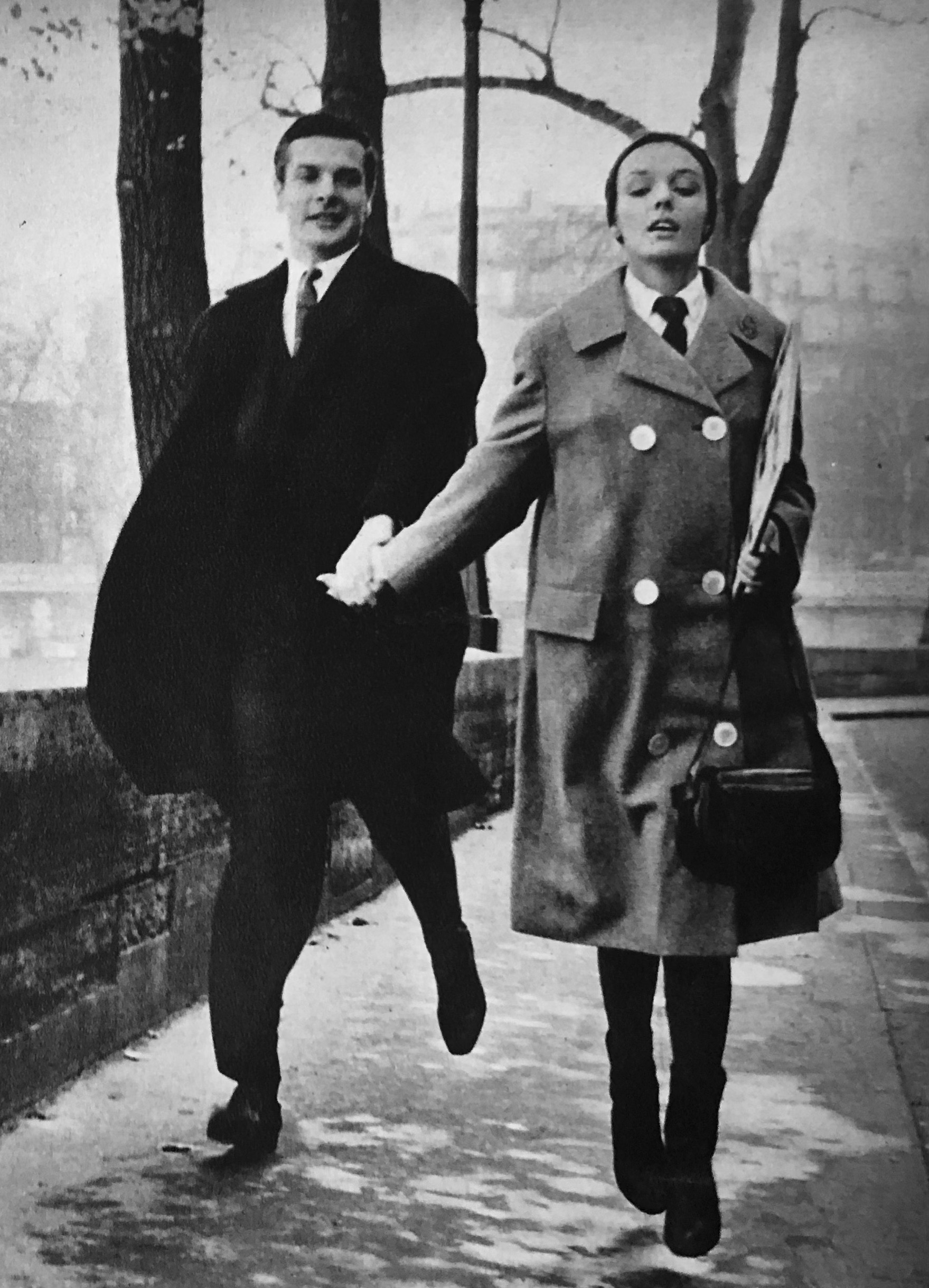
『金色の眼の女』（1961年）

- クローズド・ヴィジョン Closed Vision　1953年　撮影監督　監督マルクＯ
- La Dôt de Sylvie　短篇　1953年　撮影監督　監督アルマン・シャルティエ
- Croissance de Paris　短篇　1954年　撮影監督　監督マルセル・ジボー
- Ténèbre　短篇　1954年　監督　※初監督作
- Ballade parisienne　1954年　撮影監督　監督マルセル・ジボー
- Une lettre pour vous　短篇　1955年　撮影監督　監督アンドレ・ヴチュスト
- 宿命 Celui qui doit mourir　1956年　助監督　監督ジュールス・ダッシン
- Pas de grisbi pour Ricardo　1956年　助監督　監督アンリ・ルパージュ
- Ciel bleu　短篇　1957年　監督
- Les Essais　短篇　1957年　監督
- Bonsoir　短篇テレビ映画シリーズ　1957年　監督　アメリカ映画
- Madame se meurt　短篇　1961年　撮影監督　監督ジャン・ケロール、クロード・デュラン
- Némausus　短篇ドキュメンタリー　1961年　監督　撮影監督キント・アルビコッコ
- Une histoire de chiens　短篇ドキュメンタリー　1961年　監督
- 金色の眼の女 La Fille aux yeux d'or　1961年　監督・脚色　撮影監督キント・アルビコッコ　仏伊合作　※長篇デビュー作
- アメリカのねずみ Le Rat d'Amérique　1962年　監督・脚本　撮影監督キント・アルビコッコ　仏伊合作　※第16回カンヌ国際映画祭コンペティション出品
- Records et vacances　短篇ドキュメンタリー　1964年　監督
- さすらいの青春 Le Grand Meaulnes　1967年　監督　撮影監督キント・アルビコッコ
- Bandeira Branca de Oxalá　1969年　共同脚本　監督・脚本ピエール・カスト
- Macumba　1969年　プロデューサー　監督ピエール・カスト
- Le Cœur fou　1971年　監督・脚本
- 別れの朝（フランス語版） Le Petit matin　1971年　監督・脚本　共同脚本ピエール・カスト　撮影監督キント・アルビコッコ、音楽フランシス・レイ
- Faire l'amour : De la pilule à l'ordinateur (別名Faire l'amour - Emmanuelle et ses sœurs、およびL'Amour au féminin)　オムニバス　1971年　監督　撮影監督キント・アルビコッコ、参加監督トマ・ファントル、左幸子、グンナール・ヘグルンド